# Konga (Nguelebok)
Pour les articles homonymes, voir Konga.
Konga est un village du Cameroun situé dans le département de la Kadey et la région de l'Est. Il fait partie de la commune de Nguelebok, du canton kako Mbongue.

## Population
En 2005, 77 personnes peuplaient le village de Konga.
En 2012, on y a dénombré 115 habitants.